# Сенной зуд
Сенной зуд (англ. hay itch) — акариаз, вызванный Glycyphagus destructor.
Возбудитель — клещ Glycyphagus destructor (Schrk.) (Glyciphagus destructor Schrank.) живёт в запасах зерна, круп, семян масличных культур, сухофруктов, в сене, соломе, в мебели. 0,3 — 0,7 мм в длину. Развитие от яйца до имаго происходит за 22 дня при комнатной температуре. Взрослые особи живут в течение примерно 50 дней. Основными источниками питания этих клещей являются мука, крупа, другие продукты из злаков и грибы.
Gl. domesticus — источник аллергенов Lep d 2, Lep d 5, Lep d 7, Lep d 10.
При контакте или вдыхании зараженного субстрата может вызывать развитие аллергических реакций: дерматита, крапивницы, атопического дерматита. В тропиках этот клещ может быть причиной возникновения астмы. Аллергия на G. domesticus может привести к патологии дыхания (см. Акариаз легочный).
Gl. domesticus обнаружен в моче (см. Уринарный акариаз), экскрементах (см. Кишечный акариаз).